# Alieno (Holden)
Alieno è un singolo del cantautore italiano Holden, pubblicato il 22 marzo 2021 ome terzo estratto dal primo album in studio Prologo.

## Descrizione
Il brano è scritto, composto e prodotto dallo stesso cantautore.

## Tracce
Testi e musiche di Joseph Carta.
1. Alieno – 2:31